# Brothers (település)
Brothers az Amerikai Egyesült Államok északnyugati részén, Oregon állam Deschutes megyéjében, a U.S. Route 20 mentén elhelyezkedő önkormányzat nélküli település, a bendi statisztikai körzet része.
A településen megállnak az Oregon Department of Transportation által üzemeltetett POINT Intercity járatai.

## Története
Az 1912-ben létesült postakocsi-megálló helyén ma étterem és benzinkút működik. A település nevét valószínűleg a Stenkamp vagy a Varco(e) fivérekről, esetleg a „Három Fivér” juhtenyészetről kapta. A posta 1913-ban nyílt meg.
A térségben vannak az Oregon Rocketry hobbirakéta-indító állásai.

## Éghajlat
A település éghajlata mediterrán (a Köppen-skála szerint Csb).
| Hónap                                   | Jan.  | Feb.  | Már.  | Ápr.  | Máj.  | Jún.  | Júl. | Aug. | Szep. | Okt.  | Nov.  | Dec.  | Év    |
| --------------------------------------- | ----- | ----- | ----- | ----- | ----- | ----- | ---- | ---- | ----- | ----- | ----- | ----- | ----- |
| Rekord max. hőmérséklet (°C)            | 16,0  | 19,0  | 23,0  | 29,0  | 33,0  | 36,0  | 39,0 | 39,0 | 36,0  | 31,0  | 22,0  | 16,0  | 39,0  |
| Átlagos max. hőmérséklet (°C)           | 3,1   | 5,6   | 8,9   | 13,0  | 17,7  | 22,4  | 28,0 | 27,0 | 22,8  | 16,4  | 7,2   | 3,2   | 14,7  |
| Átlagos min. hőmérséklet (°C)           | −8,2  | −6,5  | −5,3  | −3,9  | −0,4  | 3,1   | 6,1  | 5,3  | 1,3   | −2,0  | −5,4  | −8,3  | −2,0  |
| Rekord min. hőmérséklet (°C)            | −34,0 | −28,0 | −23,0 | −17,0 | −13,0 | −11,0 | −8,0 | −7,0 | −12,0 | −17,0 | −27,0 | −34,0 | −34,0 |
| Átl. csapadékmennyiség (mm)             | 24    | 12    | 14    | 16    | 27    | 23    | 13   | 14   | 12    | 17    | 28    | 27    | 227   |
| Forrás: Western Regional Climate Center |       |       |       |       |       |       |      |      |       |       |       |       |       |

## Fordítás
- Ez a szócikk részben vagy egészben  a   Brothers, Oregon című angol Wikipédia-szócikk ezen változatának fordításán alapul.  Az eredeti cikk szerkesztőit annak laptörténete sorolja fel. Ez a jelzés csupán a megfogalmazás eredetét és a szerzői jogokat jelzi, nem szolgál a cikkben szereplő információk forrásmegjelöléseként.